# Balázsovits Lajos
Balázsovits Lajos (Nagykanizsa, 1946. december 4. – Budapest, 2023. július 19.) a Nemzet Színésze címmel kitüntetett Balázs Béla-díjas magyar színész, színházi rendező és színigazgató, érdemes művész, a Halhatatlanok Társulatának örökös tagja.

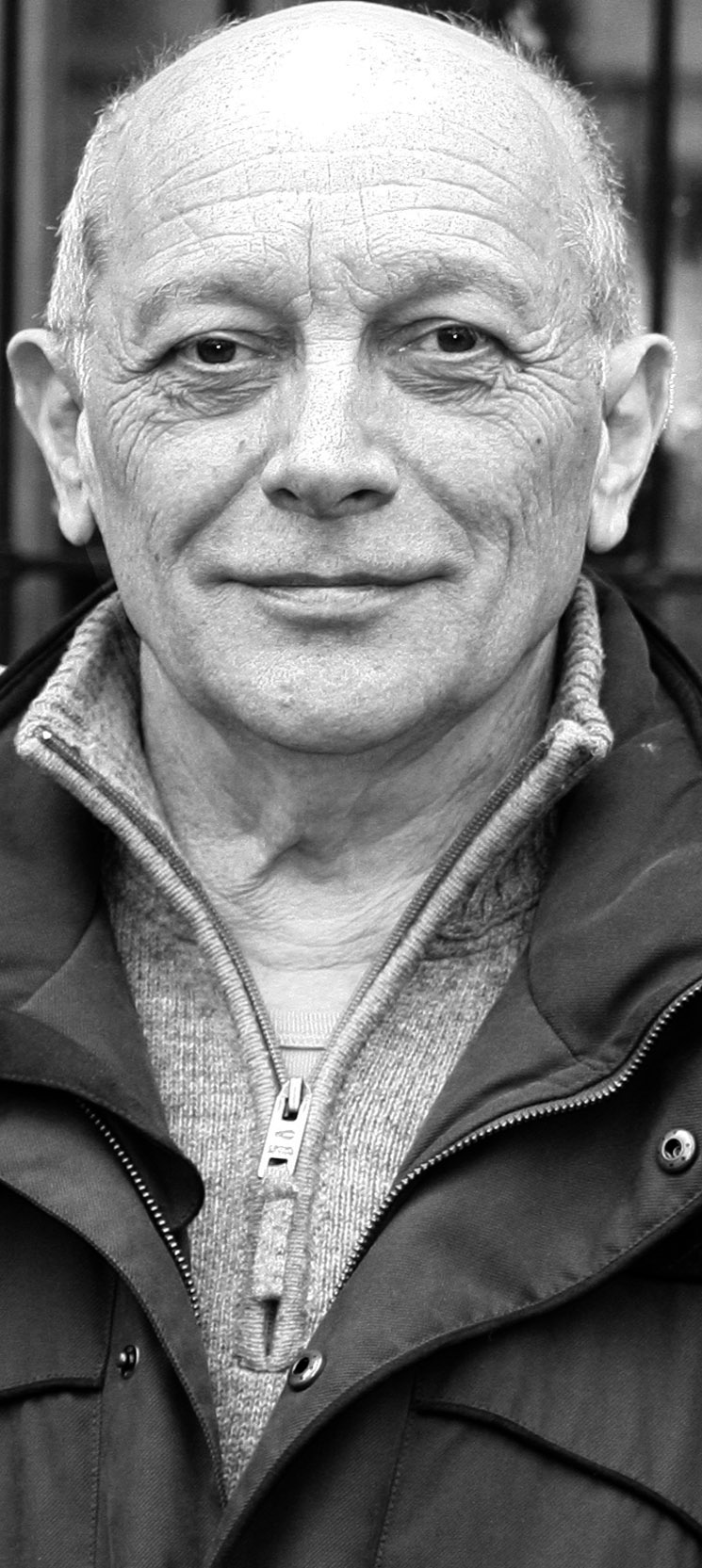
2016-os portré

## Életpályája
Apja ügyvéd, anyja háztartásbeli volt. Édesapja előző házasságából egy lány féltestvére volt. Az ötvenes években kilakoltatták őket. Középiskolásként, szülővárosában a Landler Jenő (ma Batthyány Lajos) Gimnázium, Harkány László vezette színjátszókörében kezdett el színházzal foglalkozni. 1965-től a Színház- és Filmművészeti Főiskola hallgatója.
Főiskolásként már 1968-tól szerepelt a Madách Színház előadásain. Diplomás, pályakezdő színművészként 1969-től ennek a színháznak a tagja volt.
1974-től a Vígszínház, 1979-től a Mafilm társulatához tartozott. 1982-től 1990-ig ismét a Madách Színház művésze. 1989-ben a Szegedi Nemzeti Színházban vendégszerepelt, illetve rendezett is. 1990-ben ideiglenesen felhagyott a színészettel és rövid ideig Németországban rakodómunkásként, fuvarosként dolgozott. 1991-ben a Nemzeti Színházhoz szerződik, 1992-től a 2012-ig a budapesti Játékszín igazgatója volt.
Főiskolásként kezdett filmezni. Pályakezdőként lett Jancsó Miklós állandó színészeinek egyike. Filmen viszonylag kevés főszerepet játszott, noha előnyös megjelenése miatt fiatal korában kalandfilmek, szerelmes történetek ideális főhőse lehetett volna. Pályáján mindig kiemelt jelentősége volt a színházi munkának. 1990 és 1992 között a Magyar Színészkamara ügyvivője volt. Felesége Almási Éva színésznő; lányuk Balázsovits Edit színésznő.
2022. június 22-én megkapta a Nemzet Színésze címet, a testületben az elhunyt Haumann Péter helyét vette át.
2022-ben beszélt először tüdőbetegségéről, a COPD-ről. 2023. július 19-én hunyt el Budapesten.
2022-ben nyíltan támogatta a Demokratikus Koalíció és Dobrev Klára politikáját.
2023. augusztus 29-én kísérték utolsó útjára a Fiumei úti sírkertben. A szertartáson beszédet mondott Balogh László, Nagykanizsa polgármestere, Cserhalmi György színművész és lánya, Balázsovits Edit. Frissen hantolt sírjának (41-0-1/2) képe.

## Filmszínészi pályafutása
Balázsovits Lajos 1965 és 1969 között végezte el a Színművészeti Főiskolát. 1968-ban, még főiskolásként kezdett filmezni. Makk Károly Isten és ember előtt című drámájában Zoltánt, az orvost játszotta, aki beleszeret egy görög emigráns lányába, ám kapcsolatuk tragédiába torkollik. Mészáros Márta Holdudvar című alkotásában a számító Istvánt, a népszerű énekesnő, Kovács Kati által megformált hősnő vőlegényét alakította. Együtt szerepeltek Jancsó Miklósnak a NÉKOSZ-mozgalomról szóló művében, a Fényes szelekben (1969) is. Az 1950-es évek törvénysértéseit elsők között feltáró Sára Sándor-filmben, a Feldobott kőben (1969) Pásztori Balázs szerepét játszotta, aki vidéken szembesül a hatalom embertelenségeivel. Egy újabb Jancsó- (Égi bárány, 1970) és Mészáros Márta-film (Szép lányok, ne sírjatok!, 1970) után Rózsa János Bűbájosok (1970) című művében jutott fontos feladathoz. A filmben elhangzó dalokat az Illés-együttes és Koncz Zsuzsa adták elő.
Az 1970-es évek elején Balázsovits előtt a nemzetközi karrier lehetősége is megcsillant. A világhírű olasz rendező, Luchino Visconti szemelte ki Tadzio szerepére, akkoriban készülő új filmje, a Halál Velencében (1971) számára. A rendező Budapestre is ellátogatott, hogy találkozzon vele, ám a szerepet végül a Tadzio figurájához korban közelebb álló svéd Björn Andrésenre osztotta. Visconti azonban nem felejtkezett el a tehetséges magyar színészről, és állítólag az ő befolyásának köszönhető[forrás?], hogy Balázsovits megkapta a tibeti jógiról, Milarepáról készült olasz film főszerepét. Partnere a kitűnő olasz karakterszínész, Paolo Bonacelli volt. A Milarepát a később botrányfilmjei (Az éjszakai portás, Túl jón és rosszon stb.) révén hírhedtté vált különc rendezőnő, Liliana Cavani készítette 1974-ben. Előtte azonban Balázsovits itthon forgatott: Kovács András Staféta (1971) című filmjében Bencze Ilona partnere volt. A legfiatalabb korosztály is megismerhette és megkedvelhette Balázsovits Lajost olyan gyerekfilmeknek köszönhetően, mint Palásthy György Hahó, a tenger! (1971) című rendezése, melyben apát játszott, és a Televízió számára forgatott A palacsintás király (1973), amelyben Éliás királyfi bőrébe bújt.
Folytatódott alkotói együttműködése Jancsó Miklóssal is. A 19. századi agrárszocialista mozgalmak idején játszódó Még kér a népben (1972) egy fiatal tisztet játszott. A film az 1972-es cannes-i filmfesztiválon elnyerte a legjobb rendezés díját. Nagy nemzetközi feltűnést keltett (s az 1975-ös cannes-i filmfesztivál versenyfilmje is volt) a Gyurkó László drámája alapján készült Szerelmem, Elektra (1974). A mű fontosabb szerepeit Törőcsik Mari, Cserhalmi György és Madaras József játszották. A Jancsóval közös filmek közül a legnagyobb nemzetközi visszhangot a mayerlingi tragédián alapuló Magánbűnök, közerkölcsök váltotta ki, amely az 1976-os cannes-i filmfesztiválon az egyik olasz versenyfilm volt. (Olasz–jugoszláv koprodukcióról van szó.) A filmdráma nagyobb részében Balázsovits Lajos teljesen meztelenül látható. A szexualitás ábrázolásában merésznek számító alkotást Olaszországban egy időre pornográfia vádjával be is tiltották, valamint bíróság elé idézték a producert és a rendezőt. Balázsovits partnerei Pier Paolo Pasolini bizalmas barátja, Laura Betti, az erotikus filmszerepei révén ismertté vált Teresa Ann Savoy, valamint Franco Branciaroli és Pamela Villoresi voltak.
Egy irredenta szervezet működéséről szólt Palásthy György Kopjások (1975) című filmje, mely felismerhetően a forgatás idején uralkodó hivatalos ideológia jegyében készült. A második világháború idején játszódik Gyöngyössy Imre Várakozók (1975) és Fejér Tamás A királylány zsámolya (1976) című alkotása: Balázsovits mindkettőben kulcsszerepeket játszott. Epizódszerepet formált meg Makk Károly impresszionisztikus stílusú remekében, az Egy erkölcsös éjszaka (1977) című filmben: ő játszotta a Carla Romanelli által alakított prostituált újságíró-szerelmét. Kiváló színészek felvonultatásával, Szabó Magda méltán népszerű regénye alapján Zsurzs Éva forgatta az Abigél (1978) című tévésorozatot: Balázsovits a szigorú tanárt, Kalmár Pétert alakította, akibe titokban szinte minden lány szerelmes, ám ő hasztalanul epekedik Zsuzsanna nővér (Piros Ildikó) után. 1978-ban Balázsovits csatlakozott a MAFILM színésztársulatához. A Filmgyár azzal a céllal hozta létre ezt a csapatot, hogy a legfoglalkoztatottabb művészek az oly sok problémát jelentő színházi egyeztetések nélkül, közvetlenül a filmrendezők rendelkezésére álljanak.
Jancsó Miklós Életünket és vérünket címmel 1978-ban trilógiába fogott, melynek forgatókönyvét is publikálták, ám a műnek végül csak az első két részét forgatták le Magyar rapszódia és Allegro Barbaro címmel. Balázsovits Lajos a Cserhalmi György által megformált főszereplő testvérét, Zsadányi Gábort játszotta. A trilógia cselekménye (már amennyire egy Jancsó-filmnél cselekményről érdemes beszélni) egyébként állítólag Bajcsy-Zsilinszky Endre életútján alapul. Balázsovits és Cserhalmi együtt játszott Rényi Tamás Élve vagy halva (1980) című történelmi kalandfilmjében is, amely három évvel az 1848–49-es forradalom és szabadságharc bukása után játszódik: Balázsovits formálta meg a főszereplő Noszlopy Gáspár alakját, aki Kossuth Lajos egykori kormánybiztosa volt. A főhős megszökik börtönéből, hogy elfogja a császárt, és aláírassa vele a Függetlenségi Nyilatkozatot. Szabó István Oscar-díjra jelölt filmjében, a Bizalomban (1980) a színész a főszereplő Bánsági Ildikó bujkáló férjét alakította. Örkény István műve alapján készült Fábri Zoltán Requiem (1981) című filmje, amelyben Balázsovits a főhősnő kivégzett férjének kicsiny, de a történet szempontjából nagy jelentőségű szerepét kapta.
Az 1980-as években szűkebb közönségréteghez szóló, kísérletező kedvű alkotásokban és kifejezett közönségfilmekben egyaránt szerepeket kapott. 1982-ben játszott a "Titanic-Egy katasztrófa utójátéka" című német TV játékfilmben is, amelynek rendezője Lutz Büscher, producere André Libik, operatőre Illés György volt. Előbbi csoportba tartozik Szörény Rezső drámája, a Boldog születésnapot, Marilyn! (1981), Jancsó Szörnyek évadja (1987) című rendezése, Böszörményi Géza Laura (1987) című filmje vagy Sára Sándor kissé fanyalogva fogadott műve, a Tüske a köröm alatt (1988). A közönségfilmeket pedig olyan alkotások képviselik, mint a Lázár Ervin-mese alapján készített Szegény Dzsoni és Árnika (1983), a sikeres rockopera, az István, a király (1984) filmváltozata vagy Mészáros Gyula vígjátéka, a Házasság szabadnappal (1984). Az 1990-es évektől kezdve Balázsovits elsősorban a színház világára koncentrál: színiigazgatói ténykedése miatt – ami mellé olykor színpadi rendezések és szereplések is társultak – kevesebb filmszerepet vállalt. Jancsó Miklós felkéréseit azonban ekkor sem utasította vissza: Isten hátrafelé megy (1991), Kék Duna keringő (1992), A mohácsi vész (2004), Ede megevé ebédem (2006).

## Díjai, elismerései
- Magyar Filmszemle díja – A legjobb férfi alakítás (1969)
- Balázs Béla-díj (1982)
- Érdemes művész (1987)
- Örökös tag a Halhatatlanok Társulatában (2015)
- Nagykanizsa díszpolgára (2020)[14]
- A Nemzet Színésze (2022)

## Szerződései[15]
- 1968–1973 Madách Színház, Budapest
- 1973–1978 Vígszínház, Budapest
- 1978–1981 a MAFILM filmszínésztársulata
- 1981–1990 Madách Színház, Budapest
- 1990–1991 Nemzeti Színház, Budapest
- 1991–2012 Játékszín, Budapest

## Emlékezetes színházi szerepei
- Aljoska (Makszim Gorkij: Éjjeli menedékhely)
- Csemitzky Tibor (Illés Endre: Törtetők)
- Béla király (Szabó Magda: Béla király)
- János (Molnár Ferenc: Az ördög)
- Husz János (Háy Gyula: Isten, császár, paraszt)
- Dale Harding (Ken Kesey: Kakukkfészek)
- Orgon (Molière: Tartuffe)
- Tamás (Déry Tibor: Kedves bópeer)
- Imre (Illés Endre: Névtelen levelek)
- Sztálin (Anatolij Ribakov: Az Arbat gyermekei)
- Ági Miklós (Molnár Ferenc: A hattyú)
- Méz Péter (Gyárfás Miklós: Beatrix)
- Zsenya (Szlavin: Örvény)
- Ischl doktor (Németh Ákos: Lili Hofberg)
- Orgon (Marivaux: Véletlen szerelmek komédiája)
- Doktor Goldberg (Gyurkovics Tibor: Halálsakk)
- Basirius Izsák (Páskándi Géza: Tornyot választok)
- Mr. Jack Manningham (Patrick Hamilton: Gázláng)
- Albin (Jean Poiret: Őrült nők ketrece)

## Fontosabb színházi rendezései

### A Játékszínben
- Franz Werfel: Jacobowsky és az ezredes
- Jean-Claude Brisville: A feketeleves
- John Willard: A macska és a kanári
- Neil Simon: Furcsa pár
- Neil Simon: A Napsugár-fiúk
- John Chapman – Anthony Marriott: Hunyd be a szemed és gondolj Angliára
- Molnár Ferenc: Nászinduló
- Arthur Miller: Bűnbeesés után
- Furio Bordon: Holdfogyatkozás
- Peter Shaffer: Black Comedy
- Murray Schisgal: Szerelem Ó!
- Molnár Ferenc: Olympia
- Patrick Hamilton: Gázláng

### Egyéb színházakban
- Joe Orton: Szajré (Szegedi Kisszínház)
- Edward Knoblauch: A Faun (Budapesti Kamara Színház)
- Carlo Terron: Csókolj meg Alfredo (Győr)

## Ismertebb filmjei
- 2010 Oda az igazság
- 2006 Ede megevé ebédem
- 2004 A mohácsi vész
- 2003 Lili (tévésorozat)
- 2000 Kisváros (tévésorozat, a Gazdátlan veszedelem 1. és 2. című epizódban)
- 2000 Koldus és királyfi (The Prince and the Pauper) (tévéfilm)
- 1999 Mária, Jézus anyja (Mary, Mother of Jesus) (tévéfilm)
- 1994 Pá, drágám (tévéfilm)
- 1992 Kék Duna keringő
- 1991 Boldog ünnepeink (tévéfilm)
- 1991 Isten hátrafelé megy
- 1990 Napló apámnak, anyámnak
- 1990 Családi kör (tévésorozat, a Botfülű című epizódban)
- 1988 Tüske a köröm alatt
- 1987 Laura
- 1987 Szörnyek évadja
- 1987 Senki nem tér vissza (Nessuno torna in dietro) (tévésorozat)
- 1986 Nóra (tévéfilm)
- 1986 A végtelenek a párhuzamosban találkoznak (tévéfilm)
- 1984 Házasság szabadnappal
- 1984 István, a király
- 1984 Különös házasság 1-4. (tévésorozat)
- 1983 Szegény Dzsoni és Árnika
- 1982 A Száztizenegyes (tévéfilm)
- 1982 Faustus doktor boldogságos pokoljárása (tévésorozat)
- 1982 A tenger 1-6. (tévésorozat)
- 1981 Boldog születésnapot, Marilyn!
- 1981 Horváték (tévéfilm)
- 1981 Requiem
- 1980 Élve vagy halva
- 1980 Bizalom
- 1979 Allegro Barbaro
- 1978 Fent a Spitzbergáknál
- 1978 Maternale
- 1978 Philemon és Baucis (tévéfilm)
- 1978 Magyar rapszódia
- 1978 Székács a köbön (tévéfilm)
- 1978 Abigél 1-4. (tévésorozat)
- 1977 Volt egyszer egy színház (tévéfilm)
- 1977 Nyúlkenyér (tévéfilm)
- 1977 Egy erkölcsös éjszaka
- 1976 Magánbűnök, közerkölcsök (Vizi privati, pubbliche virtù)
- 1976 A méla Tempefői (tévéfilm)
- 1976 A királylány zsámolya
- 1975 Várakozók
- 1975 Kopjások
- 1975 Utánam, srácok!
- 1974 Szerelmem, Elektra
- 1974 Jelbeszéd
- 1974 Ki van a tojásban?
- 1974 Milarepa
- 1973 A palacsintás király 1-2. (tévéfilm)
- 1973 Szeptember végén (tévéfilm)
- 1973 A Fekete Mercedes utasai (tévéfilm)
- 1972 Még kér a nép
- 1972 Les Évasions célèbres (tévésorozat, a Le prince Rakoczi című epizódban)
- 1972 Hahó, a tenger!
- 1971 Staféta
- 1971 Rózsa Sándor 1-12. (tévésorozat)
- 1970 Bűbájosok
- 1970 Szép lányok, ne sírjatok!
- 1970 Égi bárány
- 1970 Őrjárat az égen 1–4. (tévésorozat)
- 1969 Feldobott kő
- 1969 Fényes szelek
- 1968 Holdudvar
- 1968 Isten és ember előtt

## Szinkronszerepei

### Film
- A gyanúsított (The Suspect) [1944] – John (Dean Harens)
- A hetedik kereszt (The Seventh Cross) [1944] – Franz Marnet (Herbert Rudley)
- A kővirág (Kamennyy tsvetok) [1946] – Danyila (Vladimir Druzhnikov)
- Egy életen át (Selskaya uchitelnitsa) [1947] – A felnőtt Pérov (Dmitri Pavlov)
- A szép Antonio (Il Bell'Antonio) [1960] – Antonio Magnano (Marcello Mastroianni)
- El Cid [1961] – Piero (Alain Delon)
- Jean-Marc, avagy a házasélet (Jean-Marc ou La vie conjugale) [1964] – Jean-Marc (Jacques Charrier)
- Vörös sivatag (Il deserto rosso) [1964] – Corrado Zeller (Richard Harris)
- Hétszer hét (Sette volte sette) [1968] – Mildred szeretője (Ray Lovelock)
- A 22-es csapdája (Catch-22) [1970] – Tappman lelkész (Anthony Perkins)
- Szép, gazdag nő kis testi hibával férjet keres (Bella, ricca, lieve difetto fisico, cerca anima gemella) [1973] – Michele Fiore (Carlo Giuffrè)
- Nora Helmer [1974] – Torvald Helmer (Joachim Hansen)
- Sebzett madarak (Podranki) [1976] – Aljosa Bartyenyev (Alyosha Cherstvov)
- A tatárpuszta (Il deserto dei tartari) [1976]
- Piszkos munka (Raw Deal) [1977] – Alex (Rod Mullinar)
- Az úszómester (Le maître-nageur) [1979] – Logan (Jean-Claude Brialy)
- Attica [1980] – Vince Mancusi rendőrkapitny (Arlen Dean Snyder)
- Az elefántember (The Elephant Man) [1980] – Dr. Frederick Treves (Anthony Hopkins)
- Hálószoba komédia (Bedroom Farce) [1980] – Nick (Michael Kitchen)
- Házibuli (La boum) [1980] – Éric Lehmann (Bernard Giraudeau)
- Mikrofonpróba (Proba de microfon) [1980]
- Az utolsó dal (The Last Song) [1980]
- A Bounty (The Bounty) [1984] – John Adams matróz (Philip Martin Brown)
- Gumiláb (Footloose) [1984]
- Sólyomasszony (Ladyhawke) [1985] – Etienne Navarre kapitány (Rutger Hauer)
- Angyalok dühe (Rage of Angels: The Story Continues) [1986] – Deak Farmer (Michael Woods)
- Hajtűkanyar (Vanishing Act) [1986] – Harry Kenyon (Mike Farrell)
- A pénz (L'argent) [1988] – Saccard (Claude Brasseur)
- Top Line [1988] – Ted Angelo (Franco Nero)
- Az aranyműves boltja (La bottega dell'orefice) [1989] – Adam atya (Daniel Olbrychski)
- Vacsora hat személyre (Une table pour six) [1989]
- Mária, Jézus anyja (Mary, Mother of Jesus) [1999] – Chamberlin
- Querelle [1982] – Seblon hadnagy (Franco Nero)

### Sorozat
- A klinika (Die Schwarzwaldklinik) [1985-1989] – Dr. Schübel (Volker Brandt)
- Dallas – Dusty Farlow (Jared Martin)